# 512
512 (DXII) fue un año bisiesto comenzado en domingo del calendario juliano, en vigor en aquella fecha.
En el Imperio romano, el año fue nombrado el del consulado de Paulo y Mosquiano, o menos comúnmente, como el 1265 Ab urbe condita, adquiriendo su denominación como 512 al establecerse el anno Domini por el 525.

## Acontecimientos
- Primera evidencia del alfabeto árabe.
- Erupción del monte Vesubio.